# Ríu ríu chíu
«Ríu ríu chíu» (звукоподражание, передающее крик зимородка) — песня на испанском языке в жанре вильянсико, написанная в эпоху Возрождения и вошедшая в Упсальский песенник под номером 40. Популярная рождественская песня.
Предположительно автором «Ríu ríu chíu» является Матео Флеча Старший. Кроме того, песня схожа с вильянсико «Falalanlera» испанского композитора Бартоломе (Бартомеу) Карсереса.
Дэниэл Р. Меламед назвал «Ríu ríu chíu» претендентом на звание самого известного музыкального произведения эпохи Возрождения.
Песня переведена на английский язык и эсперанто. Известна также русская версия «Чив-чив-чив» в исполнении Тикки Шельен и русская версия «Риу риу чиу» в исполнении Ольги Арефьевой.

## Текст
Припев:
Ríu, ríu, chíu, la guarda ribera,
Dios guardó el lobo de nuestra cordera.
1 куплет:
El lobo rabioso la quiso morder
Mas Dios Poderoso la supo defender
Quíso la hacer que no pudiese pecar
Ni aun original esta virgen no tuviera.
2 куплет:
Éste que es nacido es el Gran Monarca
Cristo Patriarca de carne vestido
Ha nos redimido con se hacer chiquito
Aunque era infinito finito se hiciera.
3 куплет:
Yo vi mil Garzones que andavan cantando
Por aqui volando haciendo mil sones
Diciendo a gascones Gloria sea en el Cielo
Y paz en el suelo pues Jesús nasciera.